# Dekanat Novokapelački
Dekanat Novokapelački – jeden z 10 dekanatów rzymskokatolickich wchodzących w skład diecezji pożedzkiej w Chorwacji. 
Według danych na październik 2015 roku, w jego skład wchodziło 11 parafii.

## Lista parafii
Źródło:
| Lp. | Miejscowość        | Parafia                               | Proboszcz         | Kościół                                                | Grafika |
| --- | ------------------ | ------------------------------------- | ----------------- | ------------------------------------------------------ | ------- |
| 1   | Bebrina            | Parafia św. Marii Magdaleny           | Marijan Golec     | Kościół św. Marii Magdaleny w Bebrina                  |         |
| 2   | Brodski Stupnik    | Parafia św. Eliasza, proroka          | Anto Ivić         | Kościół św. Eliasza w Brodski Stupnik                  |         |
| 3   | Dubočac            | Parafia św. Michała Archanioła        | Marijan Golec     | Kościół św. Michała Archanioła w Dubočac               |         |
| 4   | Gornji Lipovac     | Parafia Trójcy Przenajświętszej       | Goran Mitrović    | Kościół Trójcy Przenajświętszej w Gornji Lipovac       |         |
| 5   | Lužani             | Parafia Matki Bożej Fatimskiej        | Antun Capan       | Kościół Matki Bożej Fatimskiej w Lužani                |         |
| 6   | Nova Kapela        | Parafia Błogosławionej Dziewicy Maryi | Goran Mitrović    | Kościół Błogosławionej Dziewicy Maryi w Nova Kapela    |         |
| 7   | Oriovac            | Parafia św. Emeryka                   | Zdravko Radoš     | Katedra św. Emeryka w Oriovac                          |         |
| 8   | Slavonski Kobaš    | Parafia św. Jana Chrzciciela          | Mijo Lasović      | Kościół św. Jana Chrzciciela w Slavonski Kobaš         |         |
| 9   | Staro Petrovo Selo | Parafia św. Antoniego Padewskiego     | Msgr. Antun Prpić | Kościół św. Antoniego Padewskiego w Staro Petrovo Selo |         |
| 10  | Štivica            | Parafia św. Marii Magdaleny           | Josip Vračarić    | Kościół św. Marii Magdaleny w Štivica                  |         |
| 11  | Vrbov              | Parafia św. Jerzego, męczennika       | Stjepan Bakarić   | Kościół św. Jerzego w Vrbov                            |         |